# Massimino
Massimino (im Ligurischen: Mascimin) ist eine norditalienische Gemeinde mit 104 Einwohnern (Stand 31. Dezember 2023) in der Region Ligurien. Politisch gehört sie zu der Provinz Savona.

## Geographie
Massimino liegt im oberen Abschnitt des Valle Tanaro und ist circa 59 Kilometer von der Provinzhauptstadt Savona entfernt. Die Gemeinde gehört zu der Comunità Montana Alta Val Bormida.
Nach der italienischen Klassifizierung bezüglich seismischer Aktivität wurde die Gemeinde der Zone 4 zugeordnet. Das bedeutet, dass sich Massimino in einer seismisch inaktiven Zone befindet.

## Klima
Die Gemeinde wird unter Klimakategorie E klassifiziert, da die Gradtagzahl einen Wert von 2614 besitzt. Das heißt, die in Italien gesetzlich geregelte Heizperiode liegt zwischen dem 15. Oktober und dem 15. April für jeweils 14 Stunden pro Tag.

## Sehenswürdigkeiten

### Sakrale Bauten
- Pfarrkirche San Donato im Ortsteil San Vincenzo, (XVIII Jahrhundert); renoviert zwischen 1818 und 1820.
- Oratorium San Vincenzo Ferreri 1797.
- Kirche San Giovanni Battista im Ortsteil Costa, mit Fresken
- Kirche Sant’Antonio da Padova im Ortsteil Muraglia, 1744.
- Kirche Sant’Antonio Abate im Ortsteil San Pietro, restauriert 1773.
- Kirche San Giuseppe, bei einem ehemaligen Schloss, (XV Jahrhundert), mit Fresken 1543.

### Militärische Bauten
- Burgruine an der Grenze von Marchesato di Finale.
- In Fraktion Langa, die piemontesische Schützengraben 1796.